# Ayşe Arman
Ayşe Arman (Adana, 9 de desembre de 1969) és una periodista i escriptora turca. Treballa al diari turc Hürriyet. És una reconeguda feminista i activista de drets de les dones i el col·lectiu LGBTIQ+.